# Oecanthus fultoni
Grillon de Fulton
Espèce
Oecanthus fultoni, le grillon de Fulton ou Oecanthe thermomètre au Canada, appelé en anglais « Snowy Tree Cricket » ou « Thermometer Cricket » est une espèce d'insectes orthoptères appartenant à la famille des Gryllidae (grillons).
Son nom vernaculaire de « grillon thermomètre » indique que la fréquence de ses stridulations est en relation avec la température ambiante : voir loi de Dolbear.

## Description
Longueur du corps : 15 à 18 mm. Les 2 premiers segments des antennes longues et fines portent de petites marques noires.

## Distribution
Amérique du Nord : Canada et États-Unis.

## Habitat
Cette espèce vit dans la végétation dont elle se nourrit : arbres, arbustes, buissons et végétaux divers (sauvages ou cultivés) ; on ne la trouve généralement pas dans les prairies et gazons. On peut rencontrer les adultes de juillet à octobre (une génération par an).

## Taxonomie
D'abord nommé Gryllus niveus par Charles de Geer, il est connu sous le nom Oecanthus niveus jusqu'à 1962 : Thomas J. Walker l'appelle alors Oecanthus fultoni en hommage au Dr. B. B. Fulton qui contribua à la connaissance de ce genre de grillons. 